# ولفگانگ اشملتسر
ولفگانگ اشملتسر (انگلیسی: Wolfgang Schmelzer؛ زادهٔ ۱۳ ژوئن ۱۹۴۰) دوچرخه‌سوار اهل آلمان است.